# Muuranker

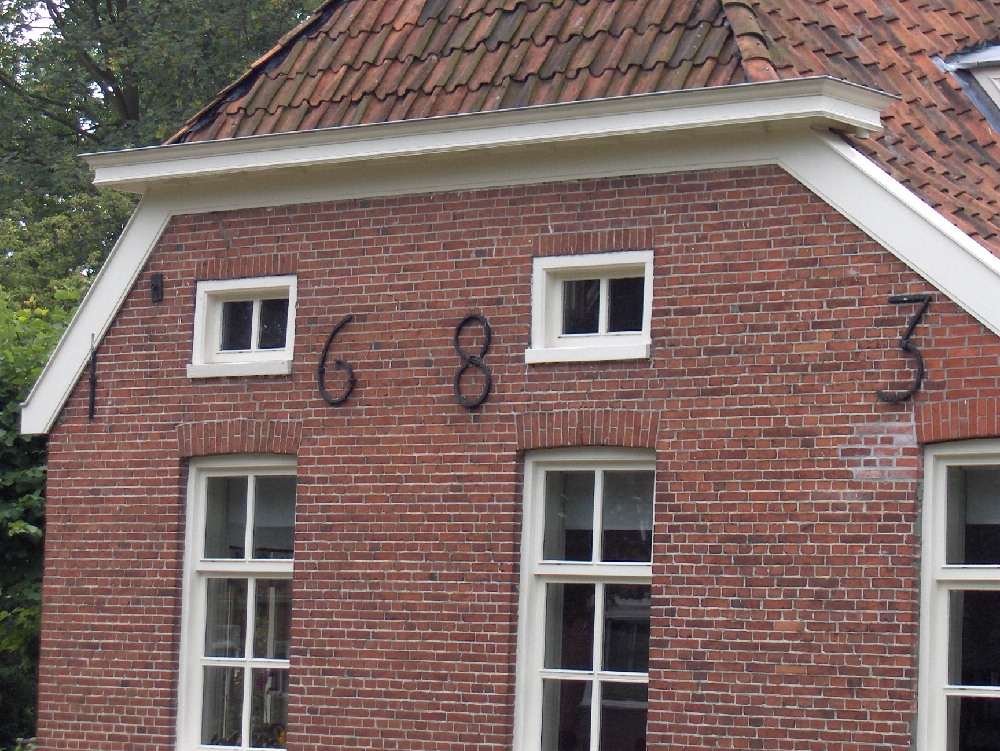
Jaartalankers (1683), muurankers in de vorm van cijfers

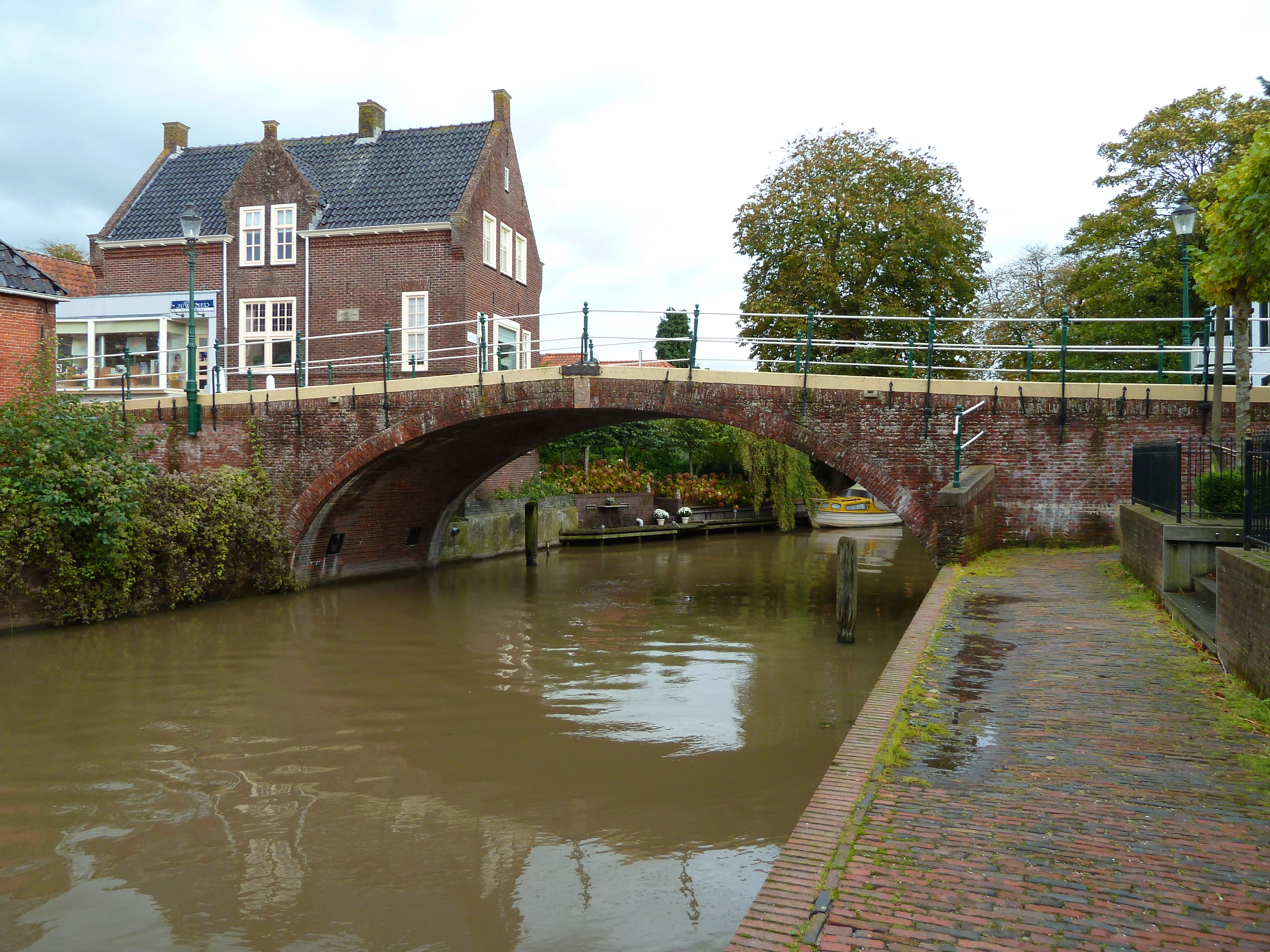
Muurankers onder de deklaag van de stenen brug De Boog in Winsum

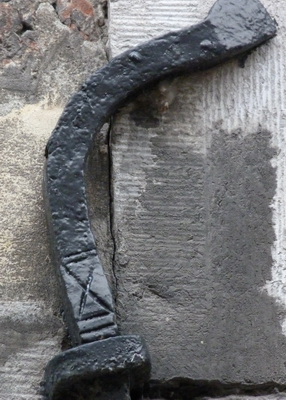
Schuinkruis op 18e-eeuws smeedijzeren schootanker

Een muuranker, muurijzer, balkanker of schootanker is bedoeld om bij (oude) huizen, boerderijen en andere gebouwen de balken van de verdiepingsbalklaag aan de gevel te verbinden, om de gevel zo te beschermen tegen uitknikken. Beganegrondbalklagen worden niet verankerd, omdat de muren op deze hoogte niet de neiging hebben uit te knikken, behalve wanneer een kelder of souterrain aanwezig is. Ook bij andere stenen constructies zoals bruggen worden muurankers wel toegepast.

## Beschrijving
Buitenmuren die evenwijdig aan de balklaag lopen, worden door middel van strijkbalkankers, aan de balklaag gekoppeld. Een dergelijk anker staat haaks op de balklaag en is aan ten minste drie opeenvolgende balken bevestigd. Een strijkbalk is een balk die evenwijdig aan de buitenmuur loopt; karakteristiek is dat die balk tegen de muur aansluit of hoogstens een zeer kleine tussenafstand daarmee heeft.
Een muur- en strijkbalkanker bestaan uit een veer, ook wel strop, en een schoot, ook wel schieter genoemd. De veer gaat door de muur heen en wordt met een uitgesmeed blad voorzien van gaten aan de balk bevestigd. Aan het andere uiteinde van de veer zit de knoop, hier gaat de schoot doorheen. Deze ankers worden ook wel zichtankers of gevelankers genoemd in tegenstelling tot de blindankers die aan de buitenkant van het gebouw niet zichtbaar zijn.
Wanneer de balken in één lengte van muur tot muur lopen, spreken we van een doorgaande verankering. Is de afstand hiervoor te groot dan dienen de balken op een binnenmuur verankerd te worden, op deze manier ontstaat er een doorgaande koppeling.
Na 1930 worden muurankers nauwelijks meer toegepast. Soms worden sierankers om decoratieve redenen aangebracht.

## Tekens
De oudste ankers komen voor vanaf de 13e eeuw. Vanaf ongeveer 1600 werd het mogelijk in het halfafgekoelde ijzer met een beitel strepen of kerven te hakken, de zogenaamde smidstekens. Het schuinkruis (Andreaskruis) is het meest voorkomende algemene teken dat werd gebruikt. Dit symbool komt ook voor op luiken (zandloper figuur) en in het zonnerad.

## Jaartalankers
Muurankers zijn vaak aan de buitenkant van huizen te zien. Soms zijn ze zo gesmeed, dat ze cijfers voorstellen die het jaartal van het bouwjaar weergeven.

## Bruggen
Bij stenen boogbruggen worden ook muurankers gebruikt.